# Helma Lodders
Wilhelmina Jenneke Helena (Helma) Lodders (Klundert, 21 juni 1968) is een Nederlands lobbyist en voormalig Tweede Kamerlid voor de Volkspartij voor Vrijheid en Democratie (VVD). Sinds mei 2021 is zij voorzitter van de lobbyorganisatie Vee&Logistiek Nederland. Sinds september 2021 is zij voorzitter van de lobbyorganisatie VNLOK, de Vergunde Nederlandse Online Kansspelaanbieders.

## Biografie
Lodders ging naar de mavo en volgde een opleiding INTAS inrichtingsassistente en een opleiding kraamzorg. Zij werkte van 1997 tot 2001 bij Noorderkroon Financiële Adviesgroep in Almere en van 2001 tot 2002 als projectleider bij Delta Lloyd. Van 1998 tot 2002 was zij lid van de gemeenteraad van Zeewolde en van 2002 tot 2008 wethouder aldaar. Van 2008 tot 2010 was zij zelfstandig ondernemer op het gebied van organisatieadvies.
Van 17 juni 2010 tot 31 maart 2021 was zij lid van de Tweede Kamer. Zij was er woordvoerster landbouw en pensioenen en vanaf september 2014 voorzitter van de vaste commissie voor Volksgezondheid, Welzijn en Sport. Voor de Tweede Kamerverkiezingen 2017 stond ze op de 12e plaats, bij de Tweede Kamerverkiezingen 2021 was ze niet herkiesbaar. Op 30 maart 2021 nam zij afscheid van de Tweede Kamer. Toen in april 2021 notulen van kabinetsvergaderingen werden vrijgegeven, bleek dat haar kritische houding in de toeslagenaffaire binnen het kabinet niet op prijs werd gesteld.
Sinds 8 mei 2021 is Lodders voorzitter van Vee&Logistiek Nederland. In september 2021 werd zij voorzitter van de VNLOK, de Vergunde Nederlandse Online Kansspelaanbieders. Omdat zij in de Tweede Kamer het woord voerde over landbouw en gokken, waren haar nieuwe functies als lobbyist op deze terreinen controversieel.
In juli 2025 stapte ze over naar de BBB en werd door het partijbestuur voorgedragen als lijstduwer bij de Tweede Kamerverkiezingen 2025.

## Persoonlijk
Lodders is geboren in Klundert in een boerengezin waar een gemengd bedrijf werd gerund en dat sinds 2002  het Vlasserij-Suikermuseum is. Op haar vierde verhuisde zij naar het buitengebied van Lelystad. Toen zij het ouderlijk huis verliet verhuisde zij naar Zeewolde. Politicus Jaap Lodders is haar broer en VVD-fractiemedewerker in de Tweede Kamer en LTO Nederland-lobbyist Adinda Lodders is haar nichtje. Oud-CDA-voorzitter Tineke Lodders is haar tante en inspireerde haar de politiek in te gaan.

## Onderscheiding
- Ridder in de Orde van Oranje Nassau (30 maart 2021).[12]

## Trivia
In het satirische televisieprogramma Even tot hier werd op 1 mei 2021 een ode aan Lodders gebracht.